# Trokieniki 1
Trokieniki 1 (biał. Трокенікі 1, Trokieniki 1; ros. Трокеники 1, Trokieniki 1) – agromiasteczko na Białorusi, w obwodzie grodzieńskim, w rejonie ostrowieckim, w sielsowiecie Worniany, przy drodze republikańskiej R45.

## Historia
Pod zaborami i w II Rzeczypospolitej majątek ziemski (folwark) Trokieniki. W XIX i w początkach XX w. położone były w Rosji, w guberni wileńskiej, w powiecie wileńskim, w gminie Worniany.
Po I wojnie światowej pod administracją polską, w Zarządzie Cywilnym Ziem Wschodnich, w okręgu wileńskim, w powiecie wileńskim. W latach 1920-1922 w składzie Litwy Środkowej.
Od 11 kwietnia 1922 leżały w Polsce, w województwie wileńskim, w powiecie wileńsko-trockim, w gminie Worniany.
Po II wojnie światowej w granicach Związku Sowieckiego. Od 1991 w niepodległej Białorusi.

## Ludzie związani z miejscowością
- Marian Bohusz-Szyszko – polski artysta malarz; ostatni właściciel majątku Trokieniki, urodzony w Trokienikach
- Jan Kalenkiewicz – polski ziemianin, agronom, właściciel Trokieników, działacz społeczny i polityczny, poseł na Sejm z ramienia Związku Ludowo-Narodowego
- Leon Smoleński – żołnierz AK i WiN; mieszkaniec Trokieników